# Полин австрійський
{{#ifeq:0|0|{{#if:|{{#if:Artemisiaaustriaca|[[]}}|}}}}
Поли́н австрі́йський, або полине́ць (Artemisia austriaca) — багаторічна рослина родини айстрових. Невисокий напівчагарник сірувато-білого кольору зі специфічним гіркуватим запахом, відчутним при розтиранні стебел і листків. Квітки дрібні, зібрані в складні волотисті суцвіття. Вид поширений в Європі, Малій і Центральній Азії, у Казахстані, на півдні Сибіру та північному заході Китаю. Зростає у відкритих біотопах. Має обмежене значення як кормова, ефіроолійна та лікарська рослина, інколи поводить себе як бур'ян.

## Назва
У Словнику українських наукових і народних назв судинних рослин для цього виду наведені такі народні назви як: не́хворощ бі́ла, біле зі́лля, ві́ник, ві́нички, ві́нички бі́лі, ві́нички польові́, ві́ниччя(є), ві́ниччя(є) бі́ле, ві́ниччя полинкове́, ві́нчики, горлянки, душан, євша́н-зі́лля, метелиця, не́форощ, не́хворощ, не́хворощ сі́ра, поли́н, полине́ць чи́стий, полино́к, поли́нь, поли́нь ди́ка, поли́нь лугова́, полинь мілка́, поли́нь степова́, сон яло́вий, чорнополиця.
При цьому родова назва «полин» та співзвучні їй народні назви походять від праслов'янського роlvъ — «половий», який вказує на світлий колір цієї трави. Подібне тлумачення мають й епітети на кшталт «біла», «сіра».
Назва «душан», імовірно, походить від слова «дух» у значенні «запах», оскільки полин австрійський має відчутний специфічний аромат. Назва «віник» і їй подібні пояснюються тим, що з цієї трави колись виготовляли віники для обмітання осель: вважалося, що сильний запах полину має ритуальну дію і виганяє з оселі злих духів і шкідливих комах. На цілющі властивості цієї трави вказують і такі назви як «нехворощ», «зілля».
Епітет «мілка» і зменшувальна форма основної назви «полинець» вказують на незначну в порівнянні з іншими представниками роду висоту цього виду. Епітети «дика», «лугова», «степова» вказують на типові місця зростання — поза межами населених пунктів, на відкритих місцинах. Епітет «австрійський» вказує на країну, звідки цей вид вперше був описаний, однак цей термін не відповідає зоні розповсюдження виду, яка значно ширша, ніж терени Австрії.

## Опис

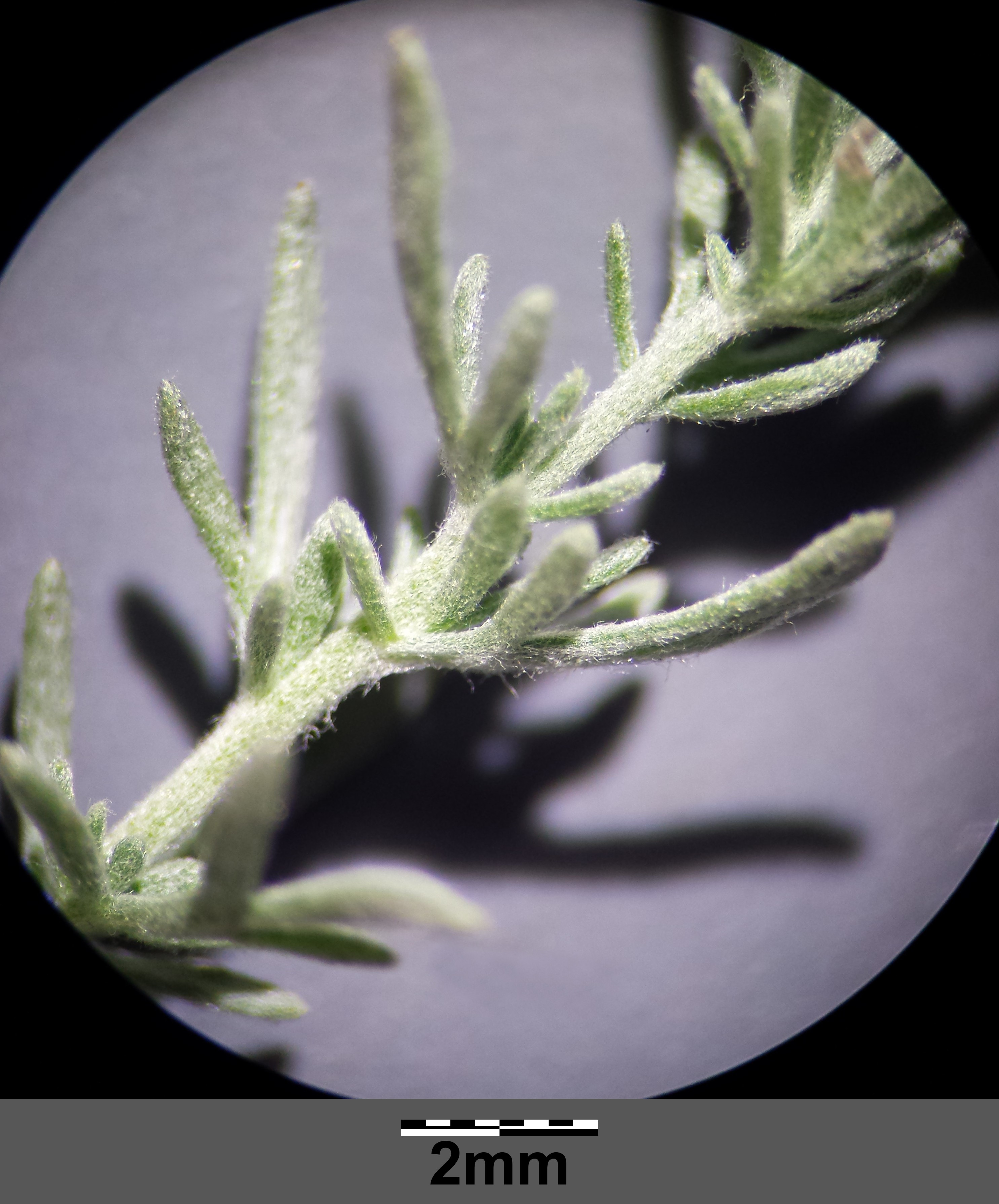
Листки (збільшено).

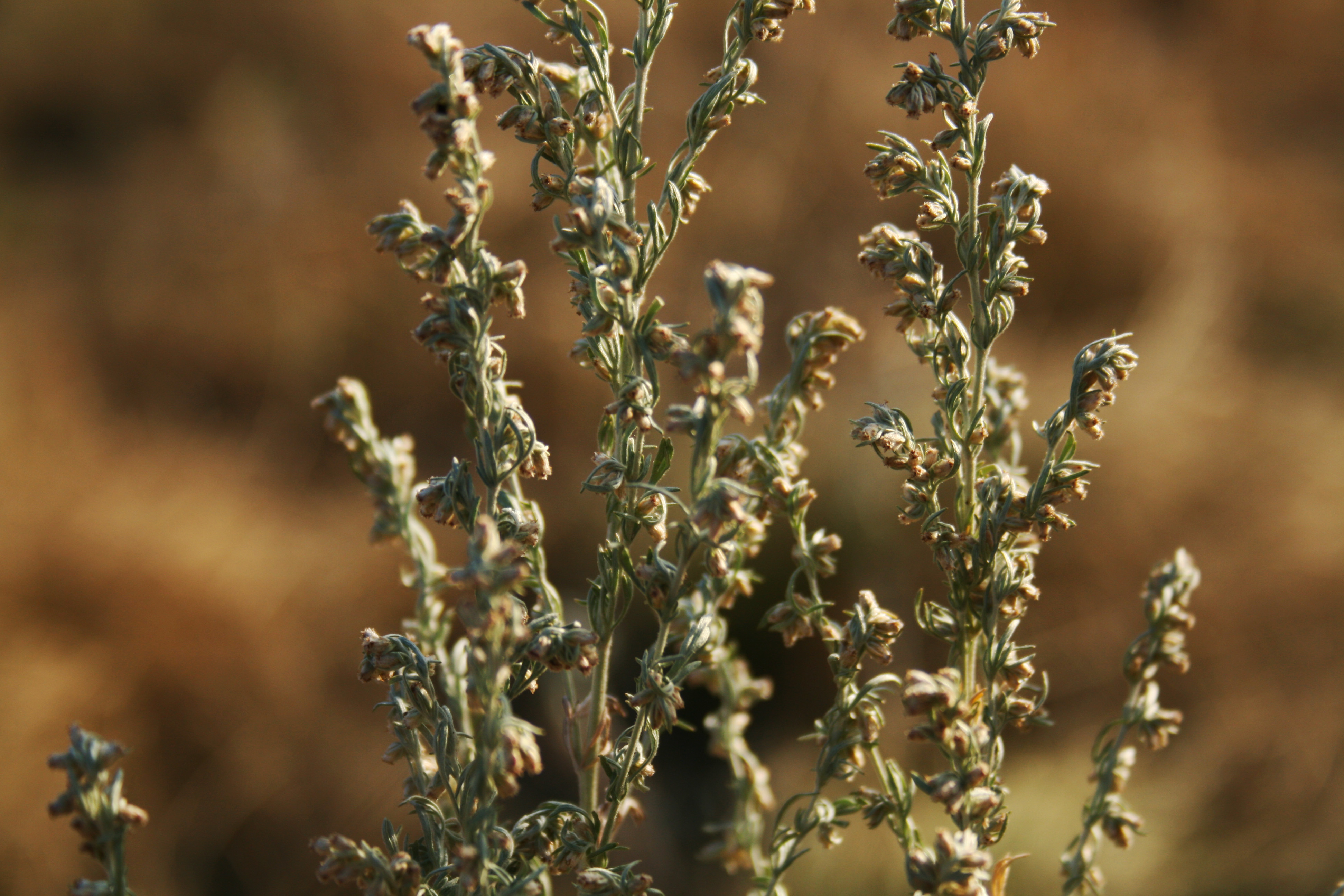
Верхня частина пагонів під час цвітіння.

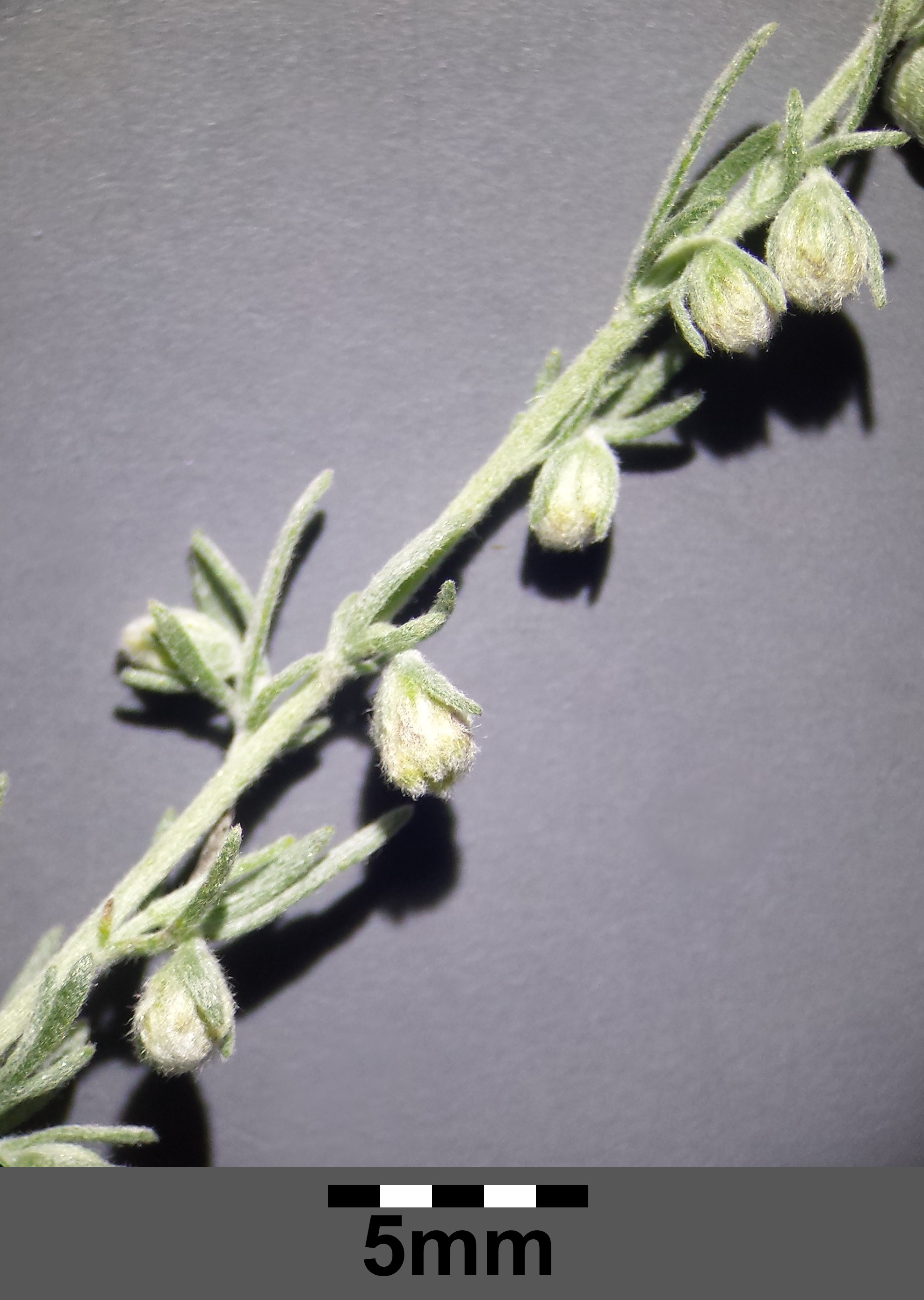
Окремі суцвіття-кошики у збільшеному вигляді.

Напівчагарник заввишки 20—60 см із специфічним гіркуватим запахом, відчутним при розтиранні надземних частин рослини. Хамефіт. Кореневище тонке, сланке, дерев'янисте. Усі надземні органи цього виду вкриті густим білуватим опушенням, яке утворюють тонкі шовковисті волоски. Стебла поодинокі або нечисленні, прямостоячі, у верхній частині розгалужені, густо улиснені, сірі, часто із червонуватим відтінком. Листки завдовжки 1,5—4 см, завширшки 1—3 мм, пірчасторозсічені на вузькі лінійні загострені частки, прикореневі та нижні стеблові — короткочерешкові, середні та верхні стеблові — сидячі, із частками при основі черешка. Первинні частки листків, в свою чергу, пальчасто або пірчасто розділені, нечисленні (1—2 пари), при цьому вторинні частки мають довжину 2—12 мм та ширину 0,5—1 мм. Листки цілокраї, опушені білими шовковистими притиснутими волосками з обох боків. Нижні приквіткові листки тридільні, верхні — цільні, лінійні, не виходять за межі волоті.
Суцвіття складне і являє собою численні дрібні кошики, зібрані у широку або вузьку конічну волоть. Бічні відгалуження суцвіття спрямовані косо вгору, притиснуті або трохи відхилені від основної осі. Кошики завширшки близько 2 мм, широкояйцеподібні чи яйцеподібні, пониклі або відхилені, розташовані на довгих гілочках. Обгортка кошика дворядна: листочки зовнішнього ряду майже лінійні або лінійно-ланцетні, товстуваті, опушені сіруватими волосками, листочки внутрішнього ряду овальні, по краю плівчасті. Квітколоже голе або з поодинокими волосками, у різновиду Artemisia austriaca var. neglecta Krasch. опушене. Квітки актиноморфні, п'ятичленні. Бічні квітки у кошику нечисленні (3—7 штук), жіночі, ниткоподібно-трубчасті, серединні — численніші (до 15 штук), двостатеві, трубчасті. Колір оцвітини жовтий або червонувато-жовтий.
Плоди — сім'янки завдовжки 1—1,2 мм, завширшки 0,6—0,7 мм. Насінини оберненояйцеподібної форми, на верхівці мають вінчик з білою серединою. Їхня поверхня борозенчаста, блискуча, темно-коричнева із білими рубцями.

### Мікроморфологія
Пилкові зерна триборозенчасто-орові, широкоеліптичні із відтягнутими кінцями, рідше сферичні. Обриси в полярному положенні трилопатеві із чітко вираженими лопатями, в екваторіальному — еліптичні. Борозни не надто широкі, довгі. Ори зазвичай округлі, завширшки близько 2—3 мкм. Контур пилкових зерен практично рівний. Скульптура поверхні дрібношипчасто-бугорчаста: численні дрібні шипи розсіяні по всій поверхні, а між ними розташовані дрібні бугорки. Мембрана борозн та ор гладенька. Екзина двошарова, завтовшки 2—2,6 мкм.
Число хромосом 2n = 16, для популяцій поза межами Сибіру наводять 2n = 18, 32, 36.

### Хімічний склад
Хімічний склад полину австрійського досліджений недостатньо. Відомо, що його трава містить алкалоїди, каротин, ефірні олії, специфічний гіркий глікозид абсинтін, органічні кислоти та їхні солі, смолу, вітамін C.

## Поширення
Ареал полину австрійського, попри його видову назву, вельми широкий. Ця рослина зростає у центрі, на сході та південному заході Європи (Західне Середземномор'я), де є звичайним компонентом флори. В Європі, завдяки м'якшому клімату цього регіону, полин австрійський підіймається до доволі високих широт. Крім того, полинець трапляється в Малій Азії, на Кавказі, на всій території Казахстану. У Центральній Азії цей вид можна віднайти на півночі Ірану, у Таджикистані, Киргизстані. В азійській частині ареалу, де клімат суворіший, північна межа ареалу пролягає на нижчих широтах. Так, у Сибіру полинець відомий лише у південно-західній частині. Крайня східна межа розповсюдження сягає північного заходу Китаю (гори Тянь-Шань) і Монголії.
В Україні зона розповсюдження цього виду охоплює схід Волині, Розточчя, Поділля, Північне Причорномор'я — від Дністра на заході до лівобережного Придніпров'я на сході. Крім того, на сході України полин австрійський можна віднайти на Донецькому кряжі, у степах уздовж Сіверського Дінця. Крайня південна точка української частини ареалу включає Крим.

## Екологія

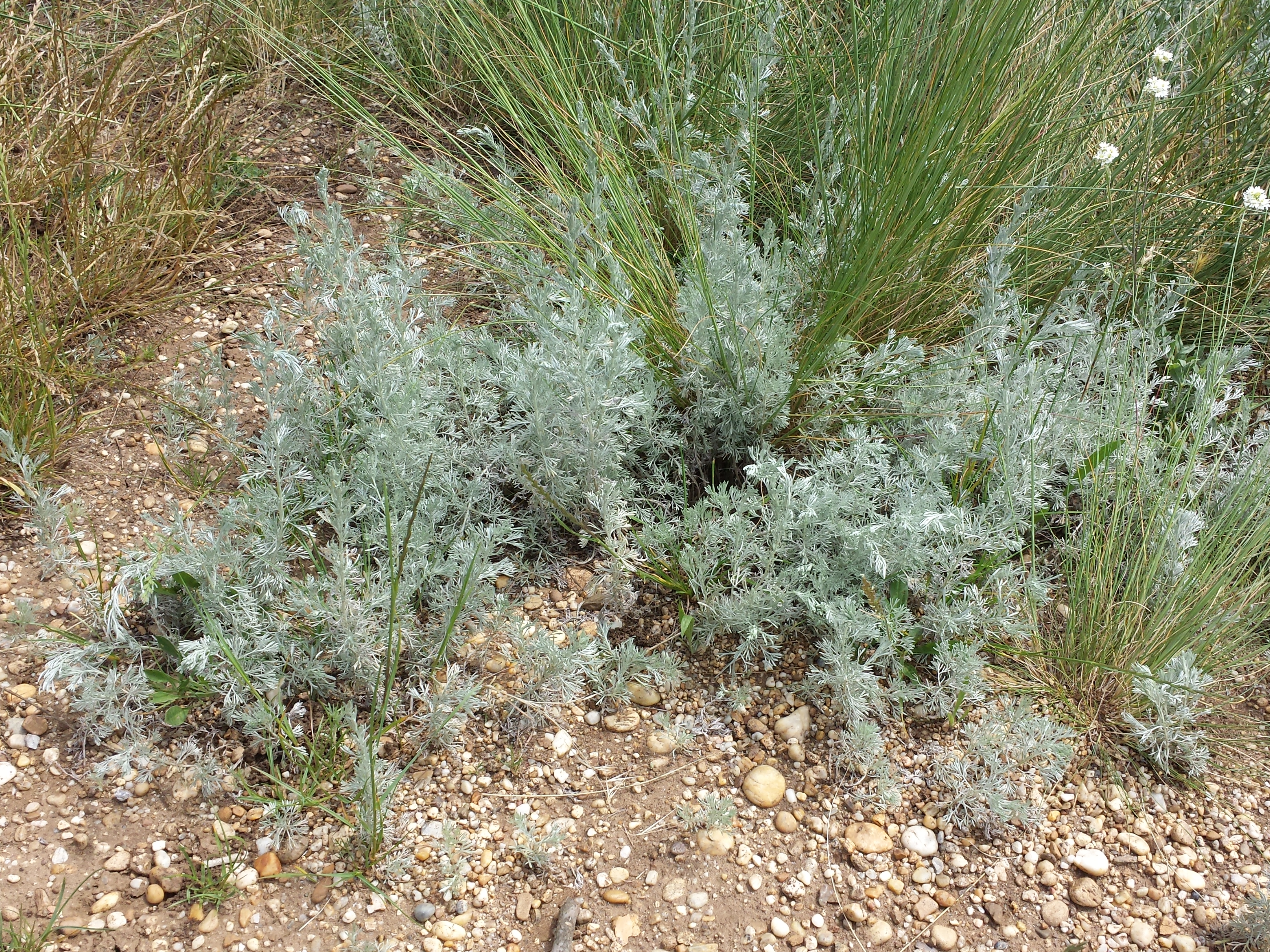
Типове оселище полину австрійського — на сухому ґрунті у співтоваристві зі злаками.

Рослина морозо- та жаростійка, світлолюбна, посухостійка, але може зростати і на ділянках із помірним зволоженням, тобто поводить себе як ксерофіт і мезофіт одночасно. Мешкає на остепнених і солонцюватих луках, у лучних степах, на галявинах, у розріджених лісах (мішаних, березових, зрідка світлих хвойних), в деяких місцевостях може траплятися на узбіччях доріг і на надрічкових терасах, у степовій зоні оселяється на покинутих полях і пасовищах. Віддає перевагу легким — піщаним і супіщаним — ґрунтам, багатим на поживні речовини.
Розмножується насінням. Квітне у різних частинах ареалу з липня по жовтень, причому в західних регіонах цвітіння відбувається раніше (у липні — серпні), а у східних, як правило, дещо пізніше (у серпні — жовтні).

## Використання
В азійській частині ареалу, де цей вид може утворювати досить щільні популяції, він має обмежене значення у відгодівлі худоби. Трава цього виду являє собою досить поживний корм, вона придатна для силосування, однак, при значному засміченні посівів цим полином його розглядають як бур'ян.
Проте, полин австрійський більш відомий як лікарська рослина. Офіційна медицина його не використовує, а в народній застосовують усю надземну частину («траву»), зібрану під час цвітіння, як правило, у липні — серпні. Найчастіше з неї виготовляють водний настій або відвар, який вживають всередину при хворобах печінки і селезінки, подагрі, малярії, порушеннях секреторної діяльності шлунка і кишечника. Завдяки гірким речовинам такі ліки збуджують апетит, посилюють діяльність органів травлення, до того ж, мають протиблювотну та м'яку жовчогінну й сечогінну дію. Подібно до інших видів полину (гіркого, цитварного) для цієї рослини зазначають здатність виганяти глистів. Крім того, трава полину австрійського має жарознижуючу, потогінну, протисудомну дію, вирізняється слабкими заспокійливими властивостями. З менш знаних способів застосування цієї сировини є компреси. Для них використовують свіжі листки, які прикладають до литок і підошв при набряках, а розтерті із яєчним білком — до синяків та забоїв. Верхні частини стебел із суцвіттями прикладають до лоба і скронь при безсонні та головному болю. Лабораторні дослідження на тваринах показали, що спиртові препарати полину австрійського здатні зменшити негативні прояви відміни морфіну, тобто ця рослина в перспективі може бути застосована для лікування наркотично залежних людей. Водночас, слід зауважити, що ліки, виготовлені з полинцю, протипоказані вагітним жінкам.
Завдяки наявності у траві значної кількості ефірної олії (саме вона обумовлює специфічний запах цієї рослини), полинець інколи заготовляють для потреб парфумерної промисловості.

## Таксономія
За даними сайту The Plant List для цього виду існують такі наукові синоніми:
| - Absinthium candidum M.Bieb. ex DC. - Absinthium frigidum (Willd.) Besser - Absinthium frigidum var. biebersteinianum Besser - Absinthium frigidum var. fischerianum Besser - Absinthium frigidum var. frigidum - Absinthium frigidum var. geblerianum Besser - Absinthium frigidum var. gmelinianum Besser - Absinthium frigidum var. stevenianum Besser | - Absinthium frigidum var. willdenowianum Besser - Absinthium trifidum Schrank - Artemisia aprica DC. - Artemisia austriaca var. austriaca - Artemisia biebersteinii Voss - Artemisia chrysantha Fisch. ex DC. - Artemisia frigida Eichw. - Artemisia involucrata Turcz. ex Ledeb. | - Artemisia jeniscensis Willd. ex Spreng. - Artemisia jenisea Willd. ex Ledeb. - Artemisia nivea Redowsky ex Willd. - Artemisia petraea Turcz. ex Ledeb. - Artemisia procumbens Schrad. ex DC. - Artemisia repens Pall. ex Willd. - Artemisia virgata Richardson |